# Koster (motorfiets)
Koster of KS is een historisch merk van motorfietsen.
De bedrijfsnaam was: Koster Motorfahrzeugbau AG, Schwerin.
Koster begon in 1923 met de productie van motorfietsen. Het waren bijzondere modellen met een buisframe, dat leek op een plaatframe omdat het deels voorzien was van plaatwerk. De Koster-motorfietsen hadden schijfwielen en een 123cc-Bekamo- of een 144cc-Cockerell-motor. Ze werden ook als KS (Koster Schwerin) verkocht. In 1925, toen honderden kleine Duitse merken de productie beëindigden, deed Koster dat ook.